# Maror

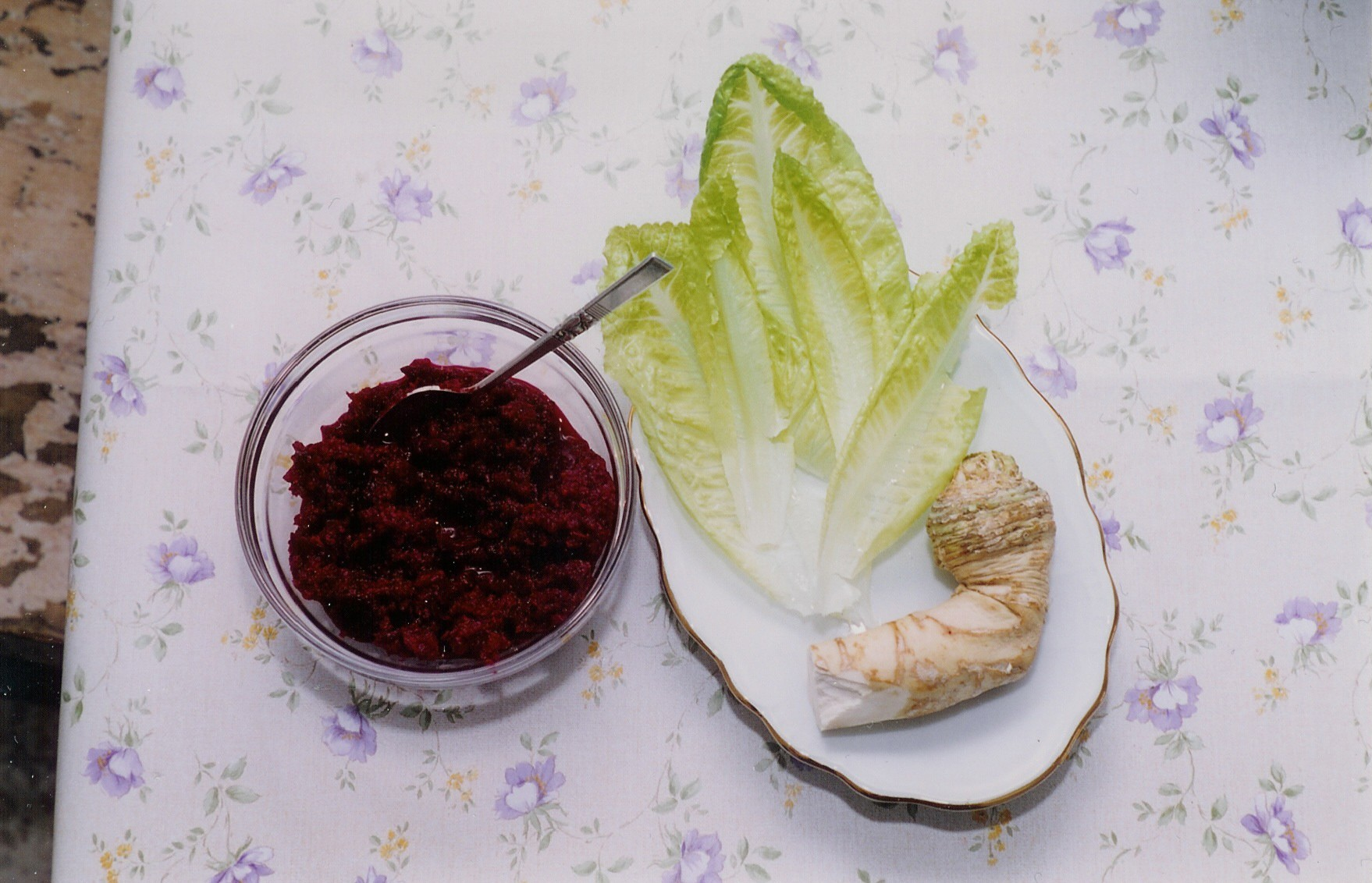
Rábano picante mezclado con remolacha y azúcar (jrein), hoja de lechuga romana (חסה), y raíz de rábano picante (חזרת).

La maror (en hebreo: מָרוֹר mārôr), pronunciado también como marror, es una hierba amarga que suele ser servida en las celebraciones del Séder de Pésaj. La palabra deriva etimológicamente de la palabra hebrea מר — "amargo". La maror forma parte de la Keará, el plato del Séder de Pésaj.

## Simbolismo
De acuerdo con el Haggadah, el texto tradicional que se recita durante el Séder, y que define las costumbres y las formas durante el Séder, la maror simboliza la amargura de la esclavitud en el Antiguo Egipto. Los siguientes versos de la Torá describe la dureza de aquel tiempo: 
"...y ellos amargaron (וימררו) sus vidas con el duro trabajo, con la elaboración del mortero y los ladrillos, y con toda suerte de trabajos en el campo; cualquier trabajo realizado ellos la hacían esforzadamente" (Éxodo 1:14).
Las hierbas amargas forman parte de la keará (el plato del Séder de Pésaj) y se sitúan en dos posiciones en el plato, la primera posición se llama chazeret (en hebreo: חזרת) y consiste en la raíz de un rábano picante (Armoracia rusticana), a veces la raíz se ralla y se mezcla con remolacha (Beta vulgaris) y azúcar, para hacer una pasta roja llamada Jrein, la segunda posición se llama maror (en hebreo: מרור) y consiste normalmente en una hoja de lechuga romana. La lechuga (Lactuca sativa) se usa para cumplir con una mitzvá llamada korech, en esta mitzvá, la lechuga se ingiere junto con los matzos. Existen muchas costumbres sobre la colocación de los ingredientes en el plato del Séder de Pésaj.

## Características
Sólo ciertas hierbas específicas se consideran aceptables para el maror, en especial aquellas de sabor amargo. Las más comunes son las verduras tales como el rábano y la lechuga romana. Otras verduras posibles son endibias y diente de león, ambos productos son mencionados explícitamente en la Mishná. Es de notar que casi todas ellas pertenecen a la familia de las plantas Asteraceae. Cuando se usan rábanos se hacen servir crudos y rallados, sin que se le añada ningún tipo de saborizante o ingrediente. Incluso algunos consideran que mezclar los rábanos con remolacha para cambiar el color a rojo no es aceptable. Cuando se emplea una lechuga romana, se debe tener cuidado en limpiar bien la lechuga para que esta esté libre de cualquier insecto. Algunas autoridades mencionan que una lechuga ordinaria o la achicoria (utilizada por los samaritanos) puede ser también aceptable para el maror.

## Costumbre sobre la mesa del Seder
Durante el Seder, Cada comensal tomará un cazait (cantidad mínima prescrita) de maror y lo untará en jaroset, no demasiado para no anular el sabor amargo del maror y luego dirá la bendición: Al Ajilat Maror. La Halajá (ley judía) prescribe la mínima cantidad de maror que debe ser ingerida para cumplir con la mitzvá (un kazayis o kayazit que literalmente significa: la masa de una oliva) y la cantidad de tiempo en que debe ser ingerida.